# Соловйов Юрій Миколайович
Ю́рій Микола́йович Соловйо́в (18 березня 1948, Калінінград, СРСР — 13 квітня 2007, Дніпропетровськ, Україна) — радянський футболіст, що виступав на позиції півзахисника. Відомий перш за все завдяки виступам у складі дніпровського «Дніпра» та житомирського «Автомобіліста».

## Життєпис
Юрій Соловйов народився в Калінінграді, де й почав займатися футболом. У 1966 році дебютував у складі місцевої «Балтики», паралельно з іграми за клуб захищав кольори збірної РРФСР. У 1968 році був призваний до армії, проте замість служби опинився у відомчій команді МВС «Динамо» (Ставрополь). Під час виступів за «Динамо» отримав травму меніска та змушений був повернутися до «Балтики», але вже наступного року перейшов до лав житомирського «Автомобіліста».
Впевнена гра молодого півзахисника привернула увагу тренерів збірної УРСР та селекціонерів провідних українських клубів — «Шахтаря», «Чорноморця» та «Дніпра». Серед усіх пропозицій Юрій обрав саме останній клуб, який тренував тоді Валерій Лобановський. В «Дніпрі» Соловйов грав до 1979 року, провівши у складі команди 168 поєдинків у чемпіонаті СРСР та відзначившись у воротах суперників 13 разів. У 1980 році вирушив до Кривого Рогу, однак у складі «Кривбаса» жодного матчу так і не зіграв.
Після закінчення активних виступів тренував команду Дніпропетровського заводу важких пресів, грав у чемпіонаті області за команду Заводу Карла Лібкнехта та у матчах за участі ветеранів. З часом відійшов від футболу та працював на заводі «Дніпромонтажналадка». Деякий час потому відгукнувся на пропозицію Євгена Рудакова та розпочав суддівську діяльність. Обслуговував матчі першої ліги до 1985 року, однак після перенесеного інфаркту змушений був завершити кар'єру арбітра. Згодом виконував роль адміністратора дублюючого складу «Дніпра».
Помер 13 квітня 2007 року.

## Досягнення
- Бронзовий призер 1-ї зони другої ліги чемпіонату СРСР (1): 1971